# میزر
مِیزر (به انگلیسی: Maser) دستگاهی است که امواج الکترومغناطیسی همدوس را از طریق تقویت ناشی از انتشارِ تحریک‌شده تولید می‌کند. از لحاظ تاریخی، این واژه از مخفف «microwave amplification by stimulated emission of radiation» (تقویت ریزموج به وسیله گسیل پرتوی تحریک‌شده) مشتق شده‌است، هرچند که میزرهای نوین در بخش وسیعی از طیف الکترومغناطیسی منتشر می‌شوند. همان‌طور که تاونز خاطرنشان ساخته‌است، این امر منجر شده که عده‌ای «ریزموج» را از لحاظ مخفف با «مولکولی» جایگزین کنند. زمانی که نوسانگرهای همدوس نوری برای اولین بار به وجود آمدند، میزر نوری نامیده شدند، اما بعدها تحت عنوان لیزر نام گرفتند.

## تاریخچه
از لحاظ تئوری، با تأمل بر اصولی که قبلاً در کنفرانس انجمن مهندسین رادیویی در ماه ژوئن ۱۹۵۲ مورد بحث جوزف وِبر قرار گرفت، اصل میزر توسط نیکولای باسف و الکساندر پروخوروف عضو انجمن فیزیک لبدف در کنفرانسی که در رابطه با طیف‌نمای رادیویی توسط انجمن علوم اتحاد جماهیر شوروی در ماه مه ۱۹۵۲ برگزار شد شرح داده شد. آن‌ها سپس نتایج خود را در اکتبر ۱۹۵۴ منتشر نمودند. چارلز اچ تاونز، جی پی گوردون و اچ جی زایگر به‌طور جداگانه اولین میزر را در سال ۱۹۵۳ در"دانشگاه کلمبیاً ساختند.
این دستگاه از انتشار تحریک‌شده در طیفی از مولکول‌های آمونیاک تقویت شده به منظور تقویت ریزموج‌ها در فرکانس ۲۴ گیگاهرتز استفاده می‌کرد. تاونز بعدها برای توصیف اصل میزر نوری یا لیزر، که «تئودور اچ مِیمن» برای اولین بار در سال ۱۹۶۰ آن را شرح داد، با «آرتور اِل شالو» همکاری کرد. در سال ۱۹۶۴ برای تحقیق در این زمینه بهتاونز، باسف و پروخوروف جایزه نوبل فیزیک اعطاء شد.

## فناوری
میزر مبتنی بر اصل انتشار تحریک‌شده که در سال ۱۹۱۷ توسط آلبرت اینشتین پیشنهاد شد، است. هنگامی که اتم‌ها در وضعیت انرژی محرک قرار داده می‌شوند، می‌توانند تشعشع را در فرکانس مناسب تقویت کنند. با قرار دادن چنین واسطه تقویت‌کننده‌ای در یک حفره طنین‌دار، بازخوردی ایجاد می‌شود که می‌تواند پرتوی همدوس تولید کند.

### برخی از انواع میزرهای متداول[۲]
- میزرهای پرتو اتمی
- میزر آمونیاکی
- میزر هیرروژنی
- میزرهای گازی
- میزر روبیدیوم
- میزرهای حالت جامد
- میزر یاقوتی
- میزر گازنجیب دوگانه نمونه‌ای از یک میزرتابی متوسط غیرقطبی است.[۳]

## کاربردها
میزرها به عنوان مرجع فرکانسِ با دقت بالا به کار برده می‌شوند. این «استانداردهای فرکانس اتمی» شکلی از ساعت اتمی می‌باشند. آن‌ها همچنین به عنوان تقویت‌کننده در تلسکوپ‌های رادیویی مورد استفاده قرار می‌گیرند.

## میزر هیدروژنی
امروزه میزر هیدروژنی مهم‌ترین نوع میزر است که در حال حاضر به عنوان یک استاندارد فرکانس اتمی مورد استفاده قرار می‌گیرد. این میزرهمراه با سایر انواع ساعت اتمی، «Temps Atomique International» یا TAL را تشکیل می‌دهد. این مقیاسِ زمان بین‌المللی است که توسط اداره بین‌المللی Des Poids Et Mesures یا BIPM هماهنگ می‌شود.
نورمن رمزی و همکارانش اولین کسانی بودند که اولین بار این دستگاه را شناسایی کردند. میزرهای امروزی شبیه طرح اصلی هستند. نوسان‌گر میزر بر انتشار تحریک‌شده بین دو سطح فوق ظریف هیدروژن اتمی تکیه دارد. شرح مختصری از نحوه عملکرد آن در زیر آمده‌است:
- ابتدا، پرتویی از هیدروژن اتمی تولید می‌شود. این کار با تحریک گاز در فشار پایین به تخلیه RF انجام می‌شود. (عکس این صفحه را ملاحظه فرمایید)
- مرحله بعدی «انتخاب حالت»، به منظور رسیدن به انتشار تحریک‌شده، است که برای ایجاد وارونگی جمعیت اتم‌ها الزامی است. این کار به طریقی انجام می‌شود که بسیار مشابه آزمایش معروف Stern-Gerlach است. پس از عبور از یک روزنه و یک میدان مغناطیسی، بسیاری از اتم‌های موجود در پرتو در سطح فوقانی انرژی انتقال لیزرتابی باقی می‌مانند. اتم‌ها می‌توانند از این حالت به حالت پایین‌تر تنزل یابند و مقداری پرتوی ریزموج منتشر کنند.
- عامل باکیفیت حفره ریزموج، ریزموج‌ها را محدود می‌کند و آن‌ها را به‌طور مکرر در پرتو اتم تزریق می‌کنند. انتشار تحریک‌شده ریزموج‌هایی را که پرتو از آن‌ها می‌گذرد تقویت می‌کند. این ترکیب تقویت و بازخورد همان چیزی است که همه نوسان‌گرها را محدود می‌کند. فرکانس طنین‌دار حفره ریزموج دقیقاً با ساختار فوق ظریف هیروژن تنظیم می‌شود: ۱٫۴۲۰۴۰۵۷۵۱
- بخش کوچکی از سیگنال در حفره ریزموج درون یک کابل دومحوری جفت می‌شود و سپس به یک گیرنده همدوس ارسال می‌گردد.
- این سیگنال ریزموج که از میزر خارج می‌شود بسیار ضعیف است (چند pW) و فرکانس به شدت ثابت است اما نمی‌تواند تغییر کند. گیرنده همدوس به منظور تقویت سیگنال و تغییر فرکانس مورد استفاده قرار می‌گیرد. این کار با استفاده از یک سری حلقه فاز-قفل و یک نوسان‌گر کوارتز باکیفیت صورت می‌پذیرد.

## میزرهای اخترفیزیکی
انتشار میکهای تحریک‌شده و موج رادیویی در نجوم مشاهده می‌گردد و معمولاً «میزرتابی» نامیده می‌شود، حتی در فقدان بازخورد طنین‌دار که برای یک میزر واقعی مورد نیاز است. از لحاظ فنی این نوع انتشار تحریک‌شده انتشار فوق متشعشع (Superradiant emission) نامیده می‌شود و تقریباً به لیزرتابی و میزرتابی وابسته است. چنین انتشاری از مولکولهایی مانند مولکول‌های آب (H2O)، رادیکال‌های هیدروکسیل (OH)، متانول (CH3OH)، فرم آلدیید (CH2O) و مونوکسید سیلیکون (SiO) مشاهده می‌شود.
انتشار تحریک‌شده شبه میزر در طبیعت در محیط میان‌ستاره‌ای نیز اتفاق می‌افتد. مولکول‌های آب در نواحی‌ای که ستاره شکل می‌گیرد می‌توانند متحمل وارونگی جمعیت می‌شوند و در GHz ۲۲ پرتوی منتشر می‌کنند و درخشان‌ترین خط طیفی را در عالم رادیو ایجاد می‌کنند. برخی از میزرهای آب از حالت نوسانی در GHz۹۶ پرتوی منتشر می‌کنند.

## واژگان
مفهوم اصطلاح میزر از زمان معرفی آن تاکنون تغییر یافته‌است. در ابتدا این واژه به‌طور کلی به عنوان «microwave amplification by stimulated emission of radiation» (تقویت ریزموج به وسیله گسیل پرتوی تحریک‌شده) مسلم فرض می‌شد، که توصیف‌کننده دستگاه‌هایی است که در ناحیه ریزموج طیف الکترومغناطیسی منتشر می‌شوند. اصل انتشار فعال شده تاکنون به دستگاه‌ها و فرکانس‌های بیشتری بسط یافته‌است و بنابراین واژه اصلی گاهی اوقات، به گفته Charles H. Townes، به تقویت مولکولی به وسیله گسیل پرتوی تحریک‌شده تعدیل می‌گردد. برخی ادعا کرده‌اند که تلاش‌های Townes به منظور عمومیت بخشیدن به این واژه به این شیوه اصولاً موجب اشتیاق برای افزایش اهمیت اختراع او و شهرت وی در انجمن علمی شده بود.
زمانی که لیزر به وجود آمد، Townes و Schawlow و سایر همکاران آن‌ها در آزمایشگاه Bell Labs کاربرد واژه میزر نوری را الزامی‌کردند اما این واژه عمدتاً به طرفداری از لیزر، که توسط رقیب آن‌ها Gordon Gould ابداع شده بود، کنار گذاشته شد. در کاربرد نوین، دستگاه‌هایی که در ناحیه ریزموج و زیر آن گسیل می‌شوند، صرفنظر از اینکه ریزموج یا سایر فرکانس‌ها را منتشر کنند، معمولاً میزر نامیده می‌شوند.
Gould در اصل نام‌های متمایزی برای ابزاری که در هر بخش از طیف منتشر می‌شوند پیشنهاد کرد که عبارت‌اند از: گرِیزِر (لیزر پرتوی گاما)، زِیزِر (لیزر پرتوی ایکس)، یووِیزر (لیزر پرتوی فرابنفش)، لیزر (لیزرهای مرئی)، ایرِیزر (لیزرهای مادون قرمز)، میزر (میزرهای ریزموج) و رِیزر (میزرهای RF). ما با اکثر این اصطلاحات هرگز برخورد نکرده‌ایم اما اکنون همه آن‌ها به استثنای میزر و لیزر منسوخ شده‌اند.

## میزرها در داستان‌ها و فیلم‌های علمی-تخیلی
میزرها در داستان‌ها و فیلم‌های علمی-تخیلی اغلب به صورت اسلحه ظاهر می‌شوند. ویژگی‌های آن‌ها اغلب با ویژگی‌های میزرهای واقعی تفاوت دارد اما جای تردید است که آیا می‌توان چنین اسلحه‌های میزری کاربردی‌ای ساخت.
برخی از جلوه‌های علمی-تخیلی قابل توجه میزرها:
- میزرها قابل شناسایی‌ترین اسلحه در سریال گودزیلا و سایر فیلم‌های هیولاییِ Toho می‌باشند. «تانکهای میزری» اغلب در مقابل هیولاها به کار گرفته می‌شوند. این تانک‌ها تیر الکتریسیته را، که احتمالاً توسط ریزموج‌های تقویت شده ایجاد شده‌اند، شلیک می‌کنند. تانک‌های میزری در بازی‌های کامپیوتری مختلف و فیلم‌های علمی-تخیلی دیگر نیز ظاهر شده‌اند.
- میزرها در انیمیشن‌ها و انیمیشن‌های الهام گرفته از داستان‌های علمی-تخیلی ژاپنی متداول هستند. آن‌ها در انیمیشن‌های Trasformers, Gundam SEED, Code Geass و سایر انیمیشن‌ها نمایان شده‌اند. در انیمیشن Gundam SEED، میزرها به عنوان امواج صوتی تمرکز یافته به شکل لیزر توصیف می‌شوند، نه به صورت دستگاه‌های ریزموج.
- میزرها در فیلم Night's Down universe اثر «پیتر اف همیلتون» به‌طور کلی به عنوان اسلحه، هم از سفینه‌های فضایی و هم توسط سربازان زمینی، به کار گرفته می‌شوند و همچنین در حماسه Commonwealth (جمهور) او ظاهر می‌گردند.
- میزرها غالباً به عنوان سلاح انتخاب حمله توسط نیروهای نظامی در سریال داستانی «Quest for Tomorrow» اثر «ویلیام شاتنِر» مورد استفاده قرار می‌گیرند.
- در فیلم جنگ ستارگان، میزرها اسلحه اصلی برای رقابت Chiss هستند، هم روی جنگنده‌های آن‌ها و هم برای تفنگ‌های دسته‌دار آنها.
- میزر DANGI اسلحه‌ای مهم و مرگبار در سناریوی عمومی (و رایگان) به مناسبت Marathon تحت عنوان Maraton Rubicon است.
- در داستان Contact (تماس) اثر «کارل سِیگان»، شخصیت اصلی یعنی «اِلی اَرووِی» پروژه پایان‌نامه خود را در مورد توسعه یک «میزر یاقوتی» انجام می‌دهد.